# Wackersberg (Berching)
Das Dorf Wackersberg ist ein Gemeindeteil der Stadt Berching im Landkreis Neumarkt in der Oberpfalz.
Kirchlich gehört es zur Pfarrei Holnstein im Dekanat Neumarkt in der Oberpfalz.

## Geschichte
Am 1. Januar 1972 wurde Altmannsberg mit Matzenhof, Ritzermühle, Simbach und Wackersberg nach Holnstein mit Butzenberg und Rudersdorf eingemeindet. Am 1. Mai 1978 wurde diese Gemeinde nach Berching eingemeindet.